# I koncert fortepianowy (KV 37)

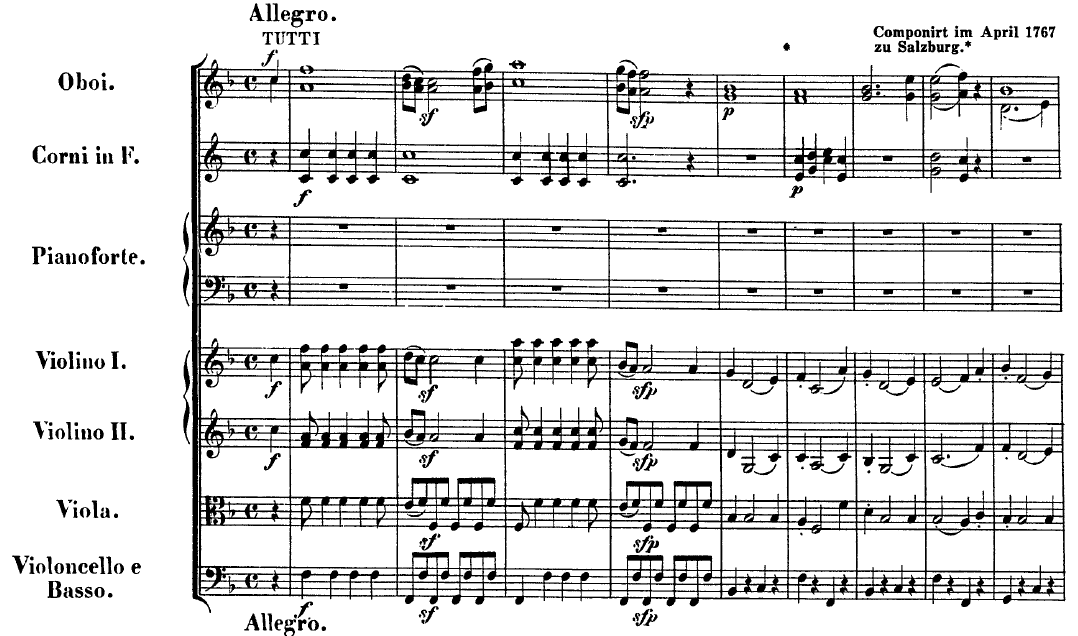
Pierwsze takty Allegra

I Koncert fortepianowy F-dur (KV 37) – koncert na instrument solowy i orkiestrę kameralną skomponowany przez Wolfganga Amadeusa Mozarta wspólnie ze jego ojcem Leopoldem na podstawie utworów Hermanna Raupacha i Leontzia Honauera. Powstał w kwietniu 1767 w Salzburgu.

## Historia

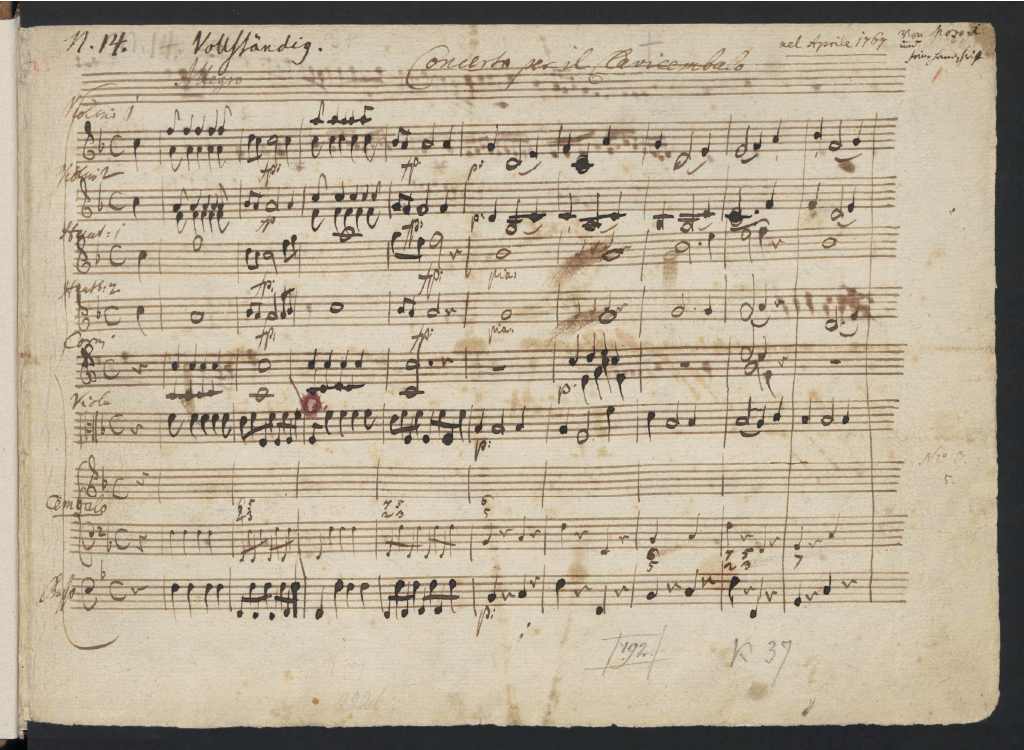
Autograf pierwszych taktów Allegra

W latach 1763–1764 Mozart przebywał w Paryżu, gdzie działali niemieccy kompozytorzy – Hermann Raupach, Leontzi Honauer, Johann Gottfried Eckard oraz Johann Schobert. W 1767 Mozart skomponował cztery koncerty na podstawie ich sonat (pasticcio). Pochodzenie materiału muzycznego wykorzystanego w utworze ustalili Téodor de Wyzewa i Georges de Saint-Foix.

## Budowa
Koncert skomponowany został na instrument klawiszowy, 2 oboje, 2 rogi i sekcję smyczkową. Instrument solowy, którego partia nie została zmieniona w stosunku do pierwowzorów, mógł realizować partię basso continuo we fragmentach tutti, co było praktyką stosowaną przez Mozarta co najmniej do XIII Koncert fortepianowy C-dur (KV 415).
Utwór składa się z trzech części:
1. Allegro – tonacja F-dur; metrum 4/4[10]; proweniencja: sonata skrzypcowa op. 1 nr 5 Raupacha[1] (ok. 1762)[2]
2. Andante – tonacja c-moll; metrum 3/4; proweniencja: Schobert, być może Mozart[10]
3. Rondo – tonacja F-dur; metrum 4/4[10]; proweniencja: cz. 1[4] sonaty klawesynowej op. 2 nr 3 Honauera[1] (1764)[4]

Powtórzenie w pierwszej części wzorowane było na twórczości Georga Christopha Wagenseila. Mozart wykorzysta tę wczesnosonatową zasadę budowy w swoich pierwszych czterech koncertach na instrumenty klawiszowe.